# Droga krajowa nr 159 (Kostaryka)
Droga krajowa nr 159 (hiszp. Ruta Nacional Secundaria 159/Ruta 159) – jedna z dróg krajowych w Kostaryce. Znajduje się ona w prowincji Guanacaste.

## Opis
W prowincji Guanacaste droga krajowa nr 159 przebiega przez kanton Carrillo (przez dystrykt Sardinal).